# Jeppe Erenbjerg
Jeppe Erenbjerg (født 29. april 2000) er en dansk fodboldspiller, der spiller i belgiske SV Zulte Waregem.

## Klubkarriere

### B93
Efter at være gået gennem B93's ungdomsrækker fik Erenbjerg den 3. november 2018 lov til at komme på førsteholdet. I sæsonen 2022-2023 lykkedes det B93 at rykke tilbage til den danske anden division efter nitten sæsoner, hvor Erenbjerg scorede 14 mål og leverede 9 assists.

### SV Zulte Waregem
I 2024 skrev Erenbjerg under med belgiske SV Zulte Waregem.